# 下川站 (北海道)

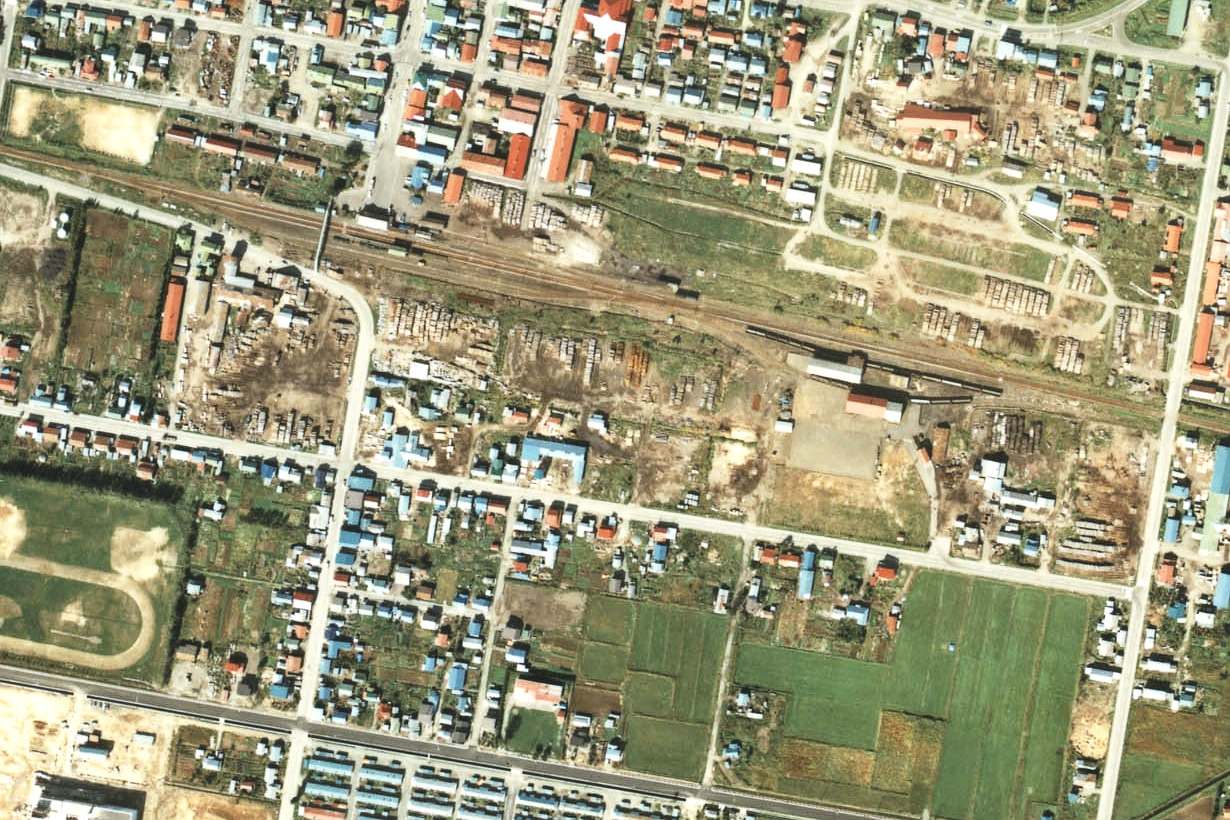
1977年的下川站與方圓約500米×750米範圍。

下川站（日语：／ Shimokawa eki */?）是位於北海道上川郡下川町共榮町，北海道旅客鐵道（JR北海道）的名寄本線車站（廢站）。隨著名寄本線廢線，車站在1989年（平成元年）5月1日廢除。
在1986年（昭和61年）前行走的急行「紋別」停靠此站。

## 歷史
- 1919年（大正8年）10月20日 - 鐵道院名寄線名寄至此站之間開通，此站啟用。當時為一般車站。
- 1920年（大正9年）10月25日 - 此站至上興部之間開通，成為中途站。
- 1923年（大正12年）11月5日 - 路線名稱改為名寄本線。
- 1948年（昭和23年）6月 - 新設營林局專用側線。
- 1949年（昭和24年）
  - 1月1日 - 新設下川礦山專用側線。
  - 6月1日 - 日本國有鐵道成立，成為日本國有鐵道車站。
- 1950年（昭和25年） - 下川礦山至此站之間設置索道。
- 1962年（昭和37年） - 下川礦山改用貨車運送，索道廢除。
- 1969年（昭和44年）10月20日 - 為了紀念啟用50周年，新設人道跨線橋[注 1]。
- 1982年（昭和57年）11月15日 - 結束處理貨物[1]。
- 1984年（昭和59年）2月1日 - 結束處理行李[1]。
- 1987年（昭和62年）4月1日 - 伴隨國鐵分割民營化，車站由北海道旅客鐵道（JR北海道）營運。
- 1989年（平成元年）5月1日 - 名寄本線全線廢除，此站也廢除。
- 1991年（平成3年）1月 - 車站遺址建設了下川町巴士總站合同中心。

## 站名的由來
車站取自所在地名（町名）。

## 車站構造
截至車站廢除前，車站是一座地面車站，設有2面2線的相對式月台。當時可進行列車交會。車站大樓一方的月台中央部分與對面月台之間設有站內平交道。路軌北邊靠近車站大樓一方的月台是下行線，對面月台是上行線。截至1983年（昭和58年），下行線靠近遠輕一方設有路軌分支，連接車站大樓東邊的貨物月台（缺角式月台）和兩條貨物側線。在上分線設有分支路軌，連接對面月台外側（不可上落車）的兩條貨物側線。在副本線遠輕一方設有路軌分支，連接兩條側線。
此站是職員配置站，車站大樓位於站內北邊（遠輕方向的列車會開啟左邊車門），鄰接下行線月台中央。

## 使用狀況
- 在1981年度（昭和56年度），1日上下車人次為332人[2]。

## 車站周邊
- 國道239號（日语：国道239号）（下川國道）[3]
- 北海道道330號下川停車場線（日语：北海道道330号下川停車場線）
- 北海道道354號Penke下川停車場線（日语：北海道道354号ペンケ下川停車場線）
- 下川町公所
- 名寄警署（日语：名寄警察署）下川駐在所
- 上川北部消防事務組合下川消防署
- 下川郵局
- 北星信用金庫（日语：北星信用金庫）下川分店
- 北遙農業協同組合（日语：北はるか農業協同組合）（JA北遙）下川分所
- 五味溫泉（日语：五味温泉） - 車站南邊約6公里[2]。
- 下川礦山 - 車站東南方約9.5公里[2]。
- 名寄川（日语：名寄川）[3]

## 下川町巴士總站合同中心
隨著名寄本線廢除，為了方便巴士乘客，展示交通資料，提高町民的生活文化。因此在1991年（平成3年）1月開設下川町巴士總站合同中心。該處設有巴士候車室和廁所等。在入口大廳處設有鐵道區域，該處展示了舊車站相片。1樓設有下川町商工會和觀光協會，2樓是社區會堂（大會堂）。
- 名士巴士（日语：名士バス）
  - 名寄方向
  - 興部方向
- 下川町社區巴士（日语：下川町コミュニティバス）
  - 班溪線 - 五味溫泉（日语：五味温泉）

## 現況
上述提及，車站變成了下川町巴士總站合同中心。另外部分地方變成了廣場和林業綜合中心。在廣場中放置了曾經在名寄本線上使用的KiHa22形柴油列車KiHa22 237、KiHa22 2452卡編成（靜態保存）。車輛截至2000年（平成12年）時遷移至集會所。截至2010年（平成22年），車身的情況不良好。車內改裝為座敷風。另外，也建立了「鐵道紀念碑」，碑上記載了名寄本線的變化。路基遺址建設了路線，名為「故鄉通」。

## 森林鐵路
森林鐵路由旭川營林局下川營林署管轄。鄰站下川站設有2個堆場。在1956年（昭和31年）前，設有總長近40公里的森林鐵路。在此站與下川礦山之間會運送未精煉的礦石。後來隨著漸漸使用卡車運送。在1959年（昭和34年），隨著森林鐵路全部廢除，下川站失去大部半貨物起卸量。
- 1936年（昭和11年） - 珊瑠森林鐵道（20公里）竣工。運送木材至第一土場（下川站北邊）[8]。
- 1942年（昭和17年） - 中名寄森林鐵道Penke線（本線10.5公里，作業軌道5.5公里）竣工。運送木材至第二土場（下川站南側）[8]。與下川礦山共用。
- 1950年（昭和25年）
  - - 下川礦山的選礦場至此站之間設置索道，中名寄森林鐵道Penke線廢除。
  - 9月 - 中名寄森林鐵道Penke線撤走[8]。
- 1952年（昭和27年） - 中名寄森林鐵道Panke線（13.8公里）竣工（把Penke線路軌遷移）[8]。
- 1956年（昭和31年） - 珊瑠森林鐵道（30公里）撤走，路軌遺址變為道路[8]。
- 1959年（昭和34年） - 中名寄森林鐵道Panke線廢除[8]。

## 相鄰車站
北海道旅客鐵道（JR北海道）
名寄本線
岐阜橋－下川－二之橋

## 注腳

## 外部連結
- 维基共享资源上的相關多媒體資源：下川站